# Don’t Matter
Don't Matter – trzeci oficjalny singel senegalskiego rapera Akona z jego drugiego albumu Konvicted (2006). Utwór zajął 31. miejsce w notowaniu Rolling Stone i #81 w MTV Asia.

## Lista utworów
UK CD Single / European CD Single #1
1. "Don't Matter" - 4:09
2. "Shake Down" (Remix) (Feat. Red Cafe) - 4:28

European CD Single #2
1. "Don't Matter" (Konvict Remix) - 5:46
2. "Don't Matter" (Calypso Remix) - 5:38
3. "Don't Matter" (Original Radio Edit) - 4:09
4. "Don't Matter" (Video) - 4:15

Australian CD Single
1. "Don't Matter" (Radio Edit) - 3:02
2. "Shake Down" (Remix) (Feat. Red Cafe) - 4:28
3. "Easy Road" - 3:59
4. "Don't Matter" (Video) - 4:15